# Lucas Piovi
Lucas Ezequiel Piovi (Morón, 11 de julho de 1994) é um futebolista argentino que atua como volante. Atualmente joga no Estudiantes.

## Carreira
Piovi começou sua carreira nas categorias de base do Vélez Sarsfield, antes de partir em 2013. Posteriormente se juntou ao Messina, da Lega Pro Seconda Divisione, estreando no futebol italiano em 13 de outubro de 2013, contra o Foggia. Em 30 de junho de 2014, Piovi regressou à Argentina assinando contrato com o General Lamadrid. Jogando onze partidas na Primera C Metropolitana. Em 2015, Piovi ingressou no Fénix, da Primera B Metropolitana. Onde marcou seu primeiro gol no futebol profissional, em 4 de outubro de 2015, uma vitória fora de casa contra o Almagro.
Em junho de 2016, Piovi foi emprestado para o Almagro; a equipe jogou a Primera B Nacional. Ele marcou dois gols em vinte e seis partidas, em 2016–17, o que levou o clube a contratar Piovi em definitivo. Sua primeira partida como jogador efetivo do Almagro foi contra o Ferro Carril Oeste. Em 14 de junho de 2019, Piovi concordou com os termos do empréstimo com o Arsenal de Sarandí, da Primera División. Fez um gol, no empate 3-3 com o River Plate, e realizou vinte partidas pelo Arsenal. Em julho de 2020, Piovi foi para o Equador, jogar pela LDU de Quito.
Sua estreia pelo clube equatoriano aconteceu no dia 22 de agosto, contra o Aucas, em setembro ele disputaria pela primeira vez a Copa Libertadores; participando das vitórias na fase de grupos sobre o Binacional (duas vezes) e São Paulo. Com o tempo se consolidou cada vez mais na equipe, tanto que em 2023 foi o capitão da LDU, campanha que levou o time de Quito a vencer a Copa Sul-Americana de 2023, o quinto título internacional do clube.

## Títulos
LDU Quito
- Supercopa do Equador: 2021
- Campeonato Equatoriano: 2023
- Copa Sul-Americana: 2023